# Tour della nazionale maschile di rugby a 15 del Sudafrica 1971
Nel 1971, la nazionale sudafricana di rugby XV si reca in tour in Australia, con tre successi nei test match ufficiali, dimostra una supremazia a livello mondiale. Il tour provocò enormi polemiche contro il regime di apartheid sfociate in violenza; vennero effettuati tra i 500-700 arresti e fu dichiarato lo stato di emergenza nel Queensland per 18 giorni.
| Arbitro: | C.Ferguson |

| |            | |
| mete: McLean trasf.: McGill c.p.: McGill 2 | Marcatori  | mete: Ellis, JF Viljoen JT Viljoen trasf.: McCallum 2 c.p.: McCallum Drop:Visagie |
| 15 Arthur McGill 14 John Cole, 11 John Taylor 13 Steve Knight, 12 Geoff Shaw 10 Geoff Richardson, 9 John Hipwell 8 Bob McLean, 7 G.Davis (c), 6 P. Sullivan 5 Stuart Gregory, 4 Reginald Smith 3 Roy Prosser, 2 P. Johnson, 1 Jake Howard Non entrati : Mick Barry, Dave Burnet Rod Kelleher, Keith Bell | Formazioni | 15 Ian McCallum 14 Syd Nomis, 11 Hannes Viljoen 13 Peter Cronje, 12 Joggie Jansen 10 Piet Visagie, 9 Joggie Viljoen 8 Morne du Plessis, 7 Jan Ellis, 6 Piet Greyling 5 John Williams, 4 Frik du Preez 3 H. Marais (c), 2 P. van Wyk, 1 S. Sauermann Non entrati : Tonie Roux, Dirkie de Vos Johan Spies, Robbie Barnard |

| luglio 1971 | Queensland Country | 7 – 43 | Sudafrica XV |  |

| Arbitro: | C. Ferguson |

| |            | |
| ' c.p.: McGill Drop: McGill | Marcatori  | mete: JT Viljoen, Visagie 2 trasf.: McCallum c.p.: McCallum |
| 15 Arthur McGill 14 John Cole, 11 Jeff McLean 13 Steve Knight, 12 Geoff Shaw 10 Geoff Richardson, 9 John Hipwell 8 Bob McLean, 7 Greg Davis (c), 6 Peter Sullivan 5 Owen Butler, 4 Garrick Fay 3 Roy Prosser, 2 Peter Johnson, 1 Reginald Smith Non entrati : Mick Barry, Rex l'Estrange Robert Thompson, Barry Stumbles | Formazioni | 15 Ian McCallum 14 Syd Nomis, 11 Hannes Viljoen 13 Peter Cronje, 12 Joggie Jansen 10 Piet Visagie, 9 Joggie Viljoen 8 M. du Plessis, 7 Jan Ellis, 6 P.Greyling 5 John Williams, 4 Frik du Preez 3 H. Marais (c), 2 Piston van Wyk, 1 M. Louw Non entrati : Dirkie de Vos, Robbie Barnard Sakkie Sauermann, Tonie Roux |

| Arbitro: | I.Vanderfield |

| |            | |
| mete: Cole c.p.: JJ McLean | Marcatori  | mete: Cronje, Ellis Visagie trasf.: Visagie 3 c.p.: Visagie |
| 15 Arthur McGill 14 John Cole, 11 Jeff McLean 13 Steve Knight, 12 Geoff Shaw 10 Geoff Richardson, 9 Mick Barry 8 Bob McLean, 7 Greg Davis (c), 6 P. Sullivan 5 Owen Butler, 4 Stuart Gregory 3 St. Macdougall, 2 R. Thompson, 1 R.Prosser Non entrati : Garry Gray, Rex l'Estrange Reginald Smith, Barry Stumbles | Formazioni | 15 Ian McCallum 14 Syd Nomis, 11 Hannes Viljoen 13 Peter Cronje, 12 Joggie Jansen 10 Piet Visagie, 9 Joggie Viljoen 8 M. du Plessis, 7 Jan Ellis, 6 P. Greyling 5 John Williams, 4 Frik du Preez 3 Hannes Marais (c), 2 P. van Wyk, 1 M. Louw Non entrati : Dirkie de Vos, Robbie Barnard Sakkie Sauermann, Tonie Roux |